# ぜんざい

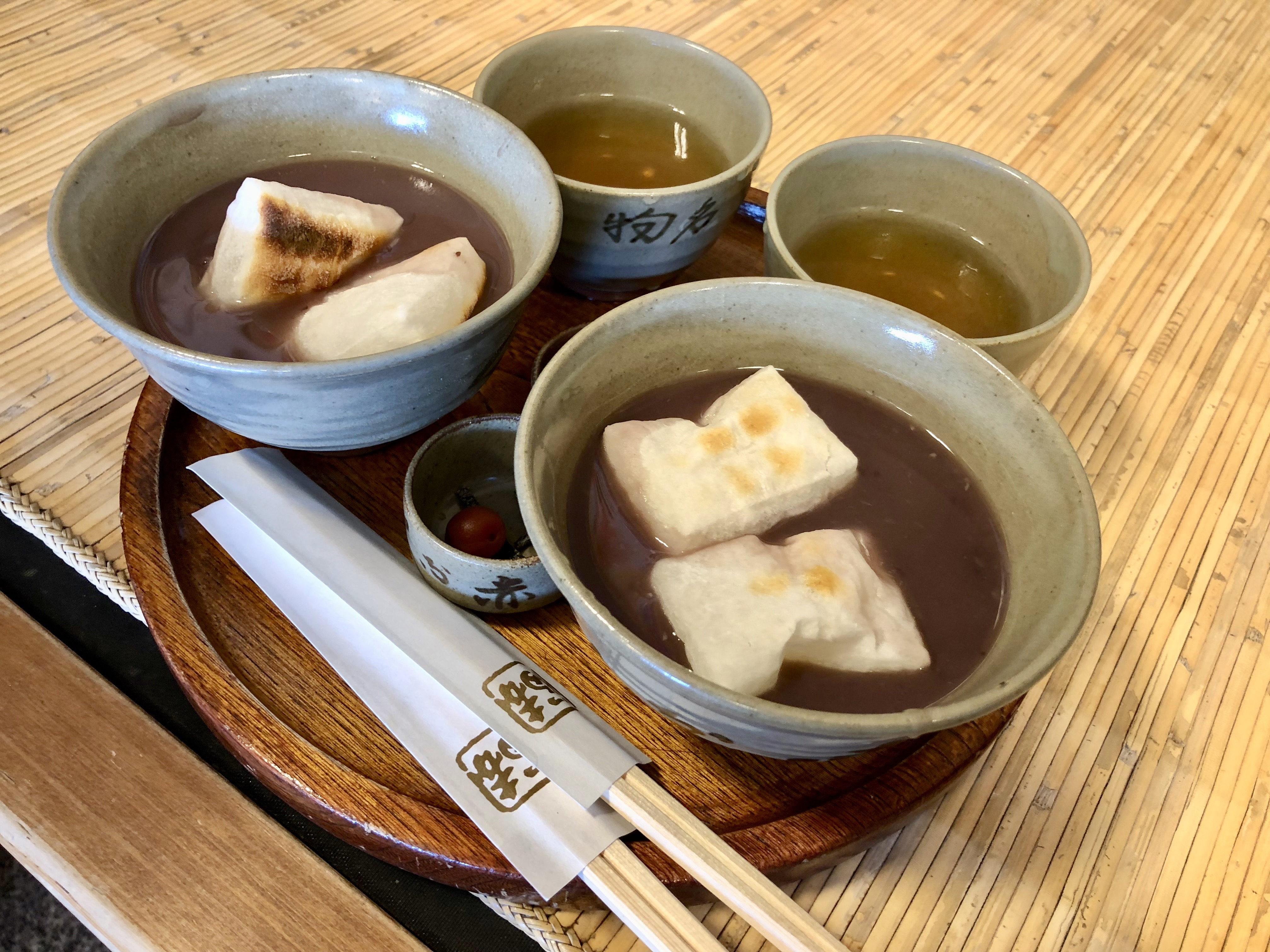
汁のあるぜんざい（餅入り）

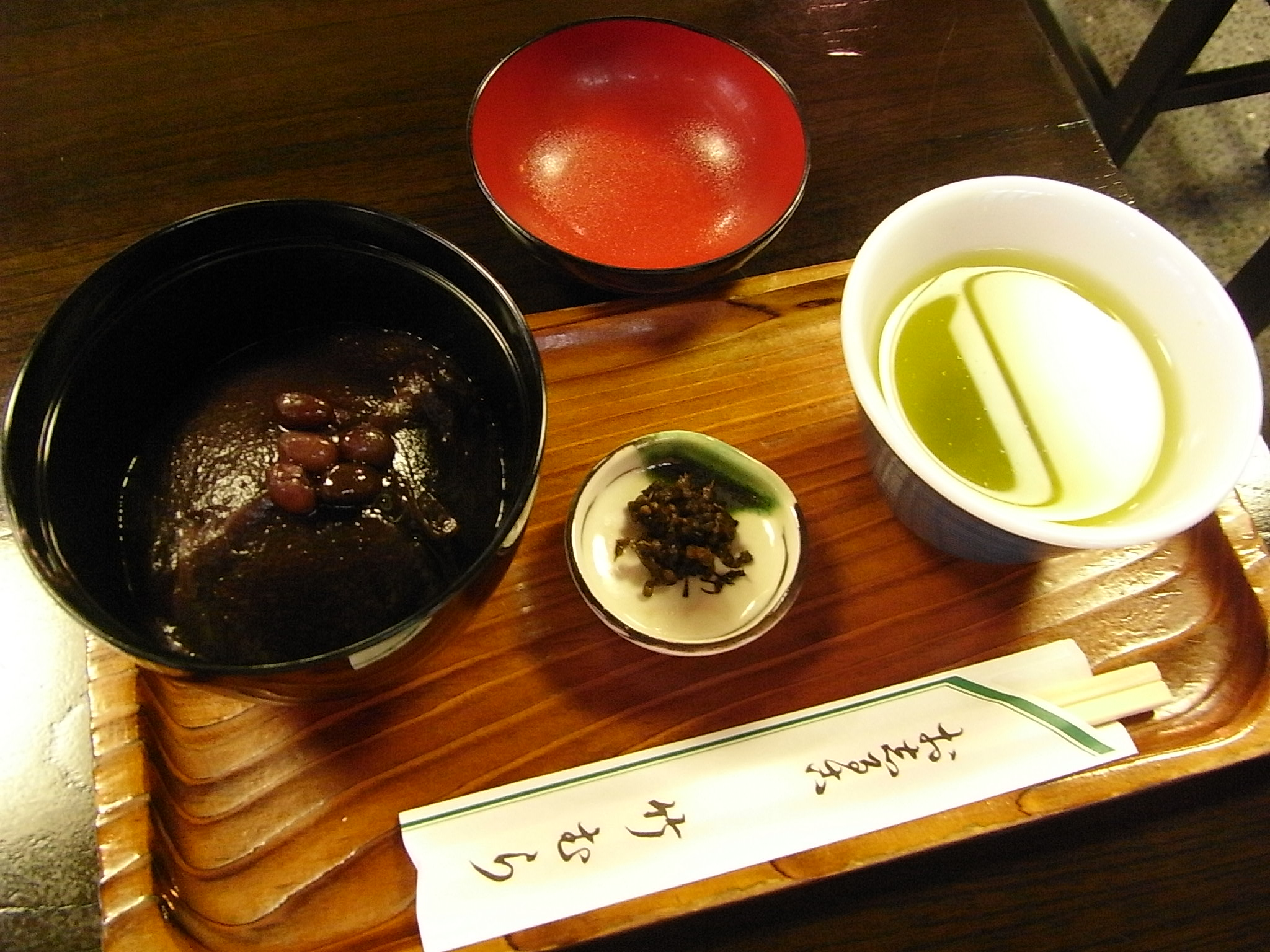
汁のないぜんざい（関東）

ぜんざい（善哉）は、豆（主に小豆）を砂糖で甘く煮た日本の食べ物である。
餅や白玉団子、栗の甘露煮などと共に供されることが多い。一般的には豆の原形が存在するものを指して用いられるが、例外もある。

## 定義
関東地方では汁気のない餡そのものをぜんざいと呼ぶが、関西地方では粒餡を用いた温かい汁物をぜんざいと呼び、漉し餡を用いた汁物は「汁粉」と呼び分ける。これは西日本から東日本へと伝播する過程において、ぜんざいと汁粉の区別が正しく伝わらなかったからともいう。汁気のない餡を用いたものは、関西では「亀山」や「小倉（おぐら）」と呼ばれている。
|          |          | 関東（角餅）                         | 関西（丸餅）         |
| -------- | -------- | ------------------------------------ | -------------------- |
| 汁気あり | つぶあん | おしるこ（田舎汁粉あるいは小倉汁粉） | ぜんざい             |
| 汁気あり | こしあん | おしるこ（御膳汁粉）                 | おしるこ             |
| 汁気なし | 汁気なし | ぜんざい                             | 亀山、金時、小倉など |

九州での「おしるこ」と「ぜんざい」の違いは、基本的に関西と同様で、漉し餡を使った汁気のあるものを「おしるこ」、粒餡で汁気のあるものを「ぜんざい」と呼ぶ。一部地域では、餅入りを「おしるこ」、白玉団子入りを「ぜんざい」と言い、その逆の場合もあるとされる。北海道では「おしるこ」と「ぜんざい」について、はっきりと区別されていない。

## 語源
ぜんざいの語源は主に2説ある。
1つは仏教用語である「善哉（ぜんざい・よきかな）」を由来とする説である。一休宗純が最初に食べたとされ、この食べ物の美味しさに「善哉」と叫んだ事から名称とされた。「善哉」とは仏が弟子を褒める時に使う言葉であり、サンスクリット語の素晴らしいを意味する「sadhu」の漢訳である。
もう1つは、出雲地方の神事「神在祭」で振る舞われた「神在餅」を由来とする説である。「神在餅」の「じんざい」が訛り、「ぜんざい」へと変化したと言われている。島根県松江市鹿島町の佐太神社のホームページにはこのような記載がある。
松江藩の地誌『雲陽誌（うんようし）』佐陀大社の項に「此祭日俚民白餅を小豆にて煮家ことに食これを神在餅といふ出雲の国にはしまる世間せんさい餅といふはあやまりなり」とあります。その他､いくつかの古文献にも「神在餅」についての記述があるところから当社は「ぜんざい発祥の地」であるといわれている。実際に出雲地方の正月に食べる雑煮は小豆汁の雑煮であるなど小豆との関係が強い。神前に供えた餅自体が「善哉」であり、この餅を食べる為の小豆を使用した食事をも善哉と呼ぶようになったとする説。

## 行事
正月の行事の一環として、鏡開きの餅を寺院等でぜんざいに入れて振る舞われる他、家庭の鏡餅でも作られる。

## バリエーション

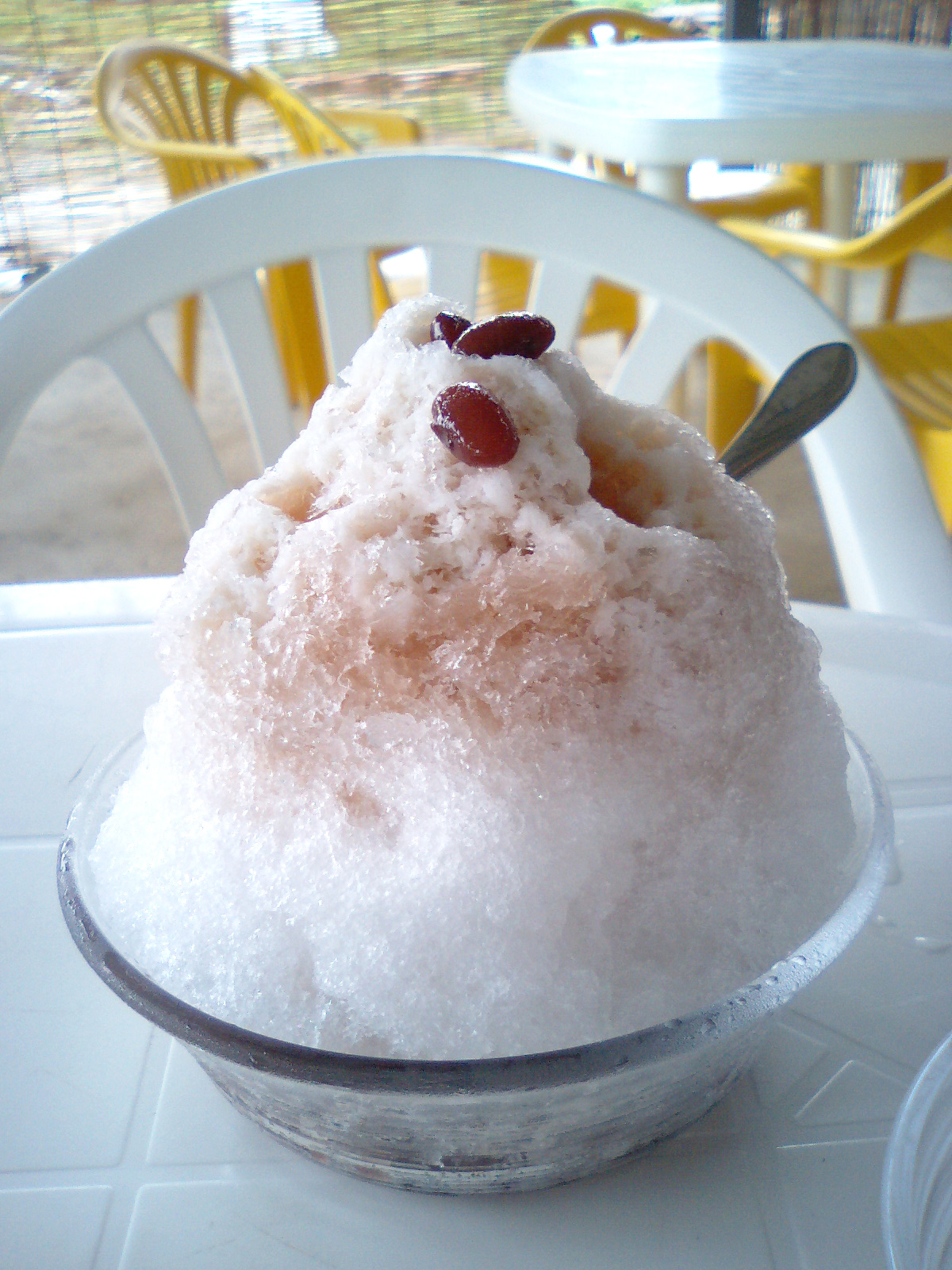
沖縄のぜんざい（沖縄県西表島にて）

きびぜんざい
もちきびをモチ米の代わりとしたきびぜんざいがある。
あわぜんざい
もちあわをモチ米の代わりとする粟ぜんざいがある。素材をもちきびに変更した後も、あわぜんざいとする店もある。
沖縄県のぜんざい
現在の沖縄県で「ぜんざい」と呼ばれる食べ物は、砂糖あるいは黒糖で甘く煮た金時豆にかき氷をかけたものである。白玉などが入ることもある。もともとは「あまがし」という緑豆と大麦を甘く煮て冷やした食べ物であったが、戦後は主に金時豆で作られるようになり、冷蔵庫の普及と共にかき氷を載せるようになった。本土のように温かくして食べることもないわけではないが、提供する店は少なく冬季限定のメニューとされていることが多い。
宮古島には「宮古あずき」と呼ばれる黒ささげを使った「宮古ぜんざい」がある。
鯛ぜんざい
南国市など高知県の香長平野では、水煮して出汁を取った後の尾頭付きの鯛を丸ごとぜんざいの中に入れ、宴席で取り分ける「鯛ぜんざい」という料理が存在する。
抹茶ぜんざい
抹茶の汁に小豆餡、白玉などを加える。抹茶の緑色が目立つ甘味。